# Robert Orzechowski

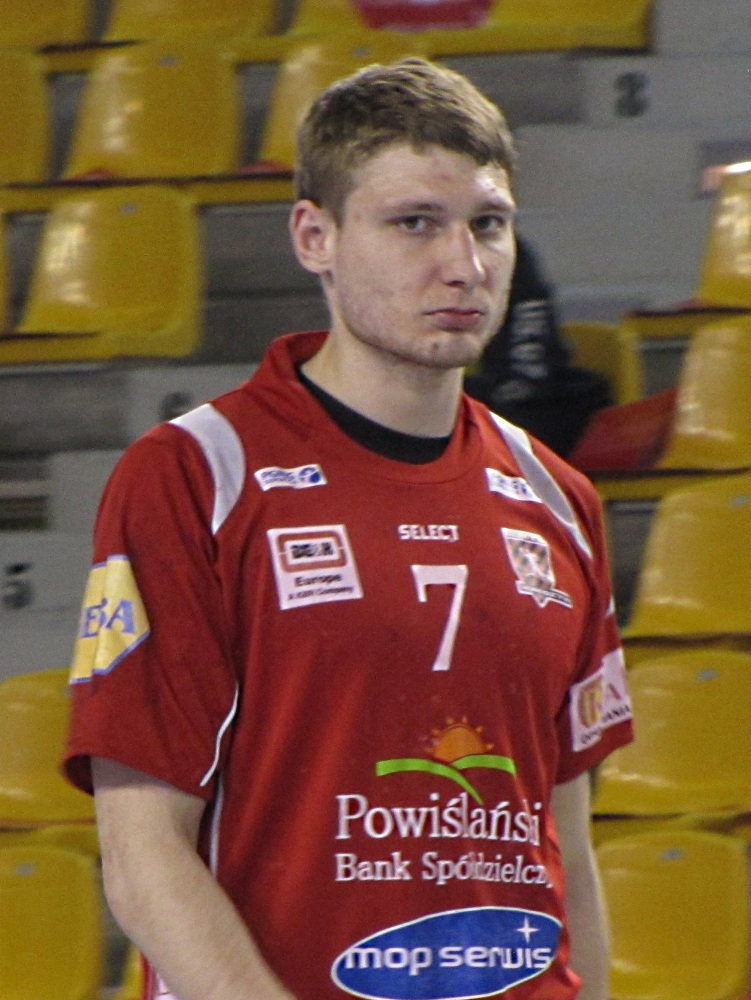
Robert Orzechowski (2012)

Robert Orzechowski (* 20. November 1989 in Gdańsk) ist ein Handballspieler aus Polen.
Der 1,90 Meter große und 90 Kilogramm schwere rechte Rückraumspieler steht bei Górnik Zabrze unter Vertrag. Zuvor spielte er seit 2004 bei MMTS Kwidzyn und Sokół Gdańsk/SMS Gdańsk.
Für die polnische Nationalmannschaft bestritt Robert Orzechowski bis Januar 2014 48 Länderspiele, in denen er 77 Tore warf; er stand im erweiterten Aufgebot für die Weltmeisterschaft 2011 und nahm an der Europameisterschaft 2014 teil.